# Josef Rusnak
Josef Rusnak (Tagikistan, 25 novembre 1958) è un regista e sceneggiatore tedesco.

## Biografia
Rusnak ha debuttato nel 1984 con il film Cold Fever, con il quale ha vinto, nello stesso anno, il premio come miglior regista al Deutscher Filmpreis, a soli 25 anni.

In seguito ha scritto e diretto degli episodi di alcune serie televisive francesi, L'heure Simenon e Le Gorille in cui ha lavorato per la prima volta con Armin Mueller-Stahl.

Nel 1995 dirige una serie televisiva tedesca, Die Partner e il suo primo film in lingua inglese, Lolita - I peccati di Hollywood con Hilary Swank.

Nel 1997 dirige No Strings Attached con Vincent Spano e sempre nel 1997 dirige un episodio di una delle serie televisiva tedesche più di successo, Schimanski sul luogo del delitto.

Due anni dopo dirige Il tredicesimo piano, probabilmente il suo film più famoso, e in cui collabora nuovamente con Armin Mueller-Stahl.

Roland Emmerich, che ha prodotto questo lavoro, aveva già affidato a Rusnak la regia della seconda unità di Godzilla l'anno prima.

Dopo una lunga pausa, è solo nel 2007 che dirige un nuovo film, The Contractor - Rischio supremo, uscito direttamente in Home video e seguito nel 2008 da L'arte della guerra 2, entrambe con Wesley Snipes come protagonista.

Sempre nel 2008 gira It's Alive, un remake di Baby Killer, film horror di Larry Cohen.

Nel 2009 scrive la sceneggiatura di Una donna come Romy, biografia su Romy Schneider, ma il progetto verrà cancellato nel luglio dello stesso anno.
Rusnak è stato sposato fino al 2001 con l'attrice Claudia Michelsen con cui ha avuto un figlio.

## Filmografia

### Regista
- Cold Fever (1984)
- L'heure Simenon (Serie TV) (1988) (2 episodi: La Fenêtre des Rouets e La maison du canal)
- Le Gorille (Serie TV) (1990) (1 episodio: Le gorille se mange froid)
- Lolita - I peccati di Hollywood (1995)
- Die Partner (Serie TV) (1995)
- No Strings Attached (1997)
- Schimanski sul luogo del delitto (Serie TV) (1997) (1 episodio: Die Schwadron )
- Il tredicesimo piano (1999)
- The Contractor - Rischio supremo (Home video) (2007)
- It's Alive (2008)
- L'arte della guerra 2 (Home video) (2008)
- Perfect Life (2010)
- Valerie (2010)
- Beyond (2012)

### Sceneggiatore
- Cold Fever (Cold Fever) (1984)
- L'heure Simenon (Serie TV) (1988) (1 episodio: La maison du canal)
- Lolita - I peccati di Hollywood (1995)
- Schimanski sul luogo del delitto (Serie TV) (1997)
- Il tredicesimo piano (1999)
- Una donna come Romy (2010)

### Assistente alla regia
- Godzilla (1997)